# Владимировка (Безенчукский район)
Владимировка — село в Безенчукском районе Самарской области России. Входит в состав сельского поселения Екатериновка.

## География
Село находится в юго-западной части Самарской области, в лесостепной зоне, на берегу протоки Екатериновская Воложка реки Волги, на расстоянии примерно 15 километров (по прямой) к северо-северо-западу (NNW) от посёлка городского типа Безенчук, административного центра района. Абсолютная высота — 28 метров над уровнем моря.
Климат
Климат характеризуется как умеренно континентальный засушливый, с жарким сухим летом и холодной малоснежной зимой. Среднегодовое количество осадков составляет 363 мм. Средняя температура января составляет −13,4 °С, июля — +21,4 °С.
Часовой пояс
Село Владимировка, как и вся Самарская область, находится в часовой зоне МСК+1. Смещение применяемого времени относительно UTC составляет +4:00.

## Название
Село названо в честь графа Владимира Григорьевича Орлова (1743—1831).

## История
Основано в 1770-х годах на землях, принадлежавших братьям Орловым. Иван Григорьевич Орлов, по поручению братьев, управляющий их неразделённым Самарским имением, сразу стал переселять своих крепостных на луговую сторону Волги. Вновь создаваемые сёла и деревни были названы в честь братьев Орловых (с. Екатериновка, Александровка, Владимировка, Фёдоровка, Григорьевка, Алексеевка). 
В 1770-х годах в деревню Володимировку были переселены из села Веденское Брусяны тож  (ныне Брусяны) «ста пятидесят душ», из деревни Новая Рязань Городищи тож (ныне Большая Рязань) «семидесяти одной душ».
В 1806 году в Екатериновскую волость вошли 9 сёл и деревень.
В «Списке населенных мест Российской империи» 1868 года издания (по сведениям 1859 года) населённый пункт упомянут как удельное село Самарского уезда (1-го стана) при реке Воложке. В селе насчитывалось 236 дворов и проживало 1913 человек (915 мужчин и 998 женщин). Имелась православная церковь.

## Население
| 2010 | 2012 | 2013 | 2014 | 2015 | 2016 |
| ---- | ---- | ---- | ---- | ---- | ---- |
| 422  | ↘406 | ↘401 | →401 | ↗417 | ↗462 |

Половой состав
По данным Всероссийской переписи населения 2010 года в гендерной структуре населения мужчины составляли 71,8 %, женщины — соответственно 28,2 %.
Национальный состав
Согласно результатам переписи 2002 года, в национальной структуре населения русские составляли 89 % из 495 чел.

## Улицы
Уличная сеть села состоит из двенадцати улиц.